# Mirzoamin Safarov
Mirzoamin Safarov (tg. Мирзоамин Сафаров; ur. 25 lipca 1997) – tadżycki zapaśnik walczący w stylu klasycznym. Brązowy medalista halowych igrzysk azjatyckich w 2017. Ósmy na mistrzostwach Azji w 2018 roku.